# Sahrawi
Sahrawi lub Saharawi (arabski: Ṣaḥrāwī, صحراوي) – rdzenna ludność Sahary Zachodniej.  W Polsce popularna jest także nazwa Saharyjczycy.  
Liczbę obecnie żyjących Sahrawi szacuje się na  ponad 600 tys., z czego 200–250 tys. zamieszkuje teren Sahary Zachodniej. Według danych Dyrekcji Generalnej Komisji Europejskiej ds. Pomocy Humanitarnej i Ochrony Ludności (ECHO) około 173 600 Saharyjczyków przebywa w obozach dla uchodźców Sahrawi w Algierii, w okolicy Tinduf. Około 26 000 Sahrawi żyje w Mauretanii. Największa diaspora Sahrawi w Europie znajduje się w Hiszpanii; według szacunków liczy około 6 000 osób. 
Polityczne interesy Sahrawi reprezentuje Front Polisario (właściwie Ludowy Front Wyzwolenia As-Sakijja al-Hamra i Rio de Oro). Front ten ma sformalizowane struktury państwowe, z własnymi instytucjami administracyjnymi i politycznymi, nacisk kładziony jest na rozwój systemu edukacji oraz opieki zdrowotnej. 
Arabskie słowo Sahrawi  oznacza „z Sahary” 